# هيثم العسيمي
هيثم العسيمي مواليد 15 نوفمبر 1990 في ، السعودية، هو لاعب كرة قدم سعودي يلعب لنادي الهلالية .

## مسيرة اللاعب
لعب سابقاً في نادي البدائع ونادي الصقر ونادي القوارة.